# ロゼソース
ロゼソース（Rose_sauce）は、トマトソースにクリームソースを混ぜたもので、ピンク色をしていることからフランス語でピンク色を意味する『Rose』と名付けられた
韓国ではロゼソースにコチュジャンを加えていることが多く、甘辛く濃厚な味に仕上げている。